# Антипорнографический феминизм
Антипорнографи́ческий фемини́зм — течение в феминизме, в том числе радикальной ветви, отрицающее порнографию и считающее её одним из видов насилия над женщинами.
По мнению сторонниц антипорнографического феминизма, порнография унижает женскую сексуальность, даёт искажённые представления о норме (как внешности актрис, так и нормального полового акта) и провоцирует гендерное насилие. Американская феминистка и писательница Робин Морган выразила эту идею как «порнография — теория, изнасилование — практика». В феминистской теории антипорнографические феминистки опираются в том числе на идеи Карла Маркса, говоря о фетишизации и превращении женщины в товар. Порнография и проституция рассматривается ими как две равные коммерциализированные сферы, работающие за счёт эксплуатации женщин.
Антипорнографический феминизм подвергает жёсткой критике мейнстримную лесбийскую порнографию, рассматривая её как отражающую мужские фантазии.
Данному направлению феминизма противопоставляется сексуально-либеральный феминизм.